# Desierto del Namib (ecorregión)
La ecorregión de la ecozona afrotropical denominada desierto del Namib, definida por WWF, se extiende por la zona central del Namib, en Namibia.

## Descripción
Es una acorregión de desierto que ocupa una superficie de 80.900 kilómetros cuadrados en la costa central de Namibia, entre el río Uniab, 200 km al norte del cabo Cross, y la población de Lüderitz en el sur. Hacia el interior se extiende hasta el Escarpe de Namibia, a entre 80 y 200 kilómetros de la costa.
Limita al norte con el desierto de Kaoko, al este con la sabana arbolada de Namibia, al sureste con el Karoo nama y al suroeste con el Karoo suculento.
La región está completamente desprovista de aqua superficial; sólo existen algunos lechos secos de ríos en el norte. Las lluvias son muy escasas e irregulares.

## Flora
Entre varias especies del género Euphorbia y pastos resistentes al exceso de calor destaca la Welwitschia mirabilis, una planta fósil viviente que está extremadamente adaptada a vivir en esas condiciones. También se cree que hay algunas especies de la familia Aizoaceae.

## Fauna
Los grandes mamíferos son escasos. Entre los ungulados sólo están presentes el órix del Cabo (Oryx gazella), el springbok (Antidorcas marsupialis), la cebra de Hartmann (Equus zebra hartmannae), el saltarrocas (Oreotragus oreotragus) y el steenbok (Raphicerus campestris). Los depredadores son el guepardo (Acinonyx jubatus), la hiena parda (Parahyaena brunnea), la hiena manchada (Crocuta crocuta), el zorro del Cabo (Vulpes chama), el chacal de gualdrapas (Canis mesomelas) y el leopardo (Panthera pardus). También está presente el papión negro (Papio ursinus).
En la Reserva de Focas del Cabo Cross habita una de las mayores colonias de lobo marino sudafricano (Arctocephalus pusillus pusillus), con cerca de cien mil ejemplares.
Debido a la extrema aridez del terreno, sólo se han censado 180 especies de aves. La especie más destacada es el avestruz (Struthio camelus).
También destaca El inseparable de Namibia (Agapornis roseicollis) es una especie de avepsitaciforme de la familia Psittaculidae. Es nativo de las regiones áridas como el desierto del Namib.
La diversidad de escarabajos es muy elevada, sobre todo en la familia Tenebrionidae.

## Endemismos
La alondra de las dunas (Certhilauda erythrochlamys) es la única ave estrictamente endémica de la ecorregión.
De las 70 especies de reptiles censadas, 5 son endémicas.

## Estado de conservación
Relativamente estable / intacta. Las principales amenazas para la ecorregión son el turismo en vehículos todo-terreno, la extracción de agua del subsuelo y la recolección de plantas.

## Protección
La parte central de la ecorregión está protegida en el parque nacional Namib-Naukluft. Al norte se encuentra el Área Recreativa Turística Nacional de la Costa Oeste, que incluye la Reserva de Focas del Cabo Cross.